# هيلين أوكونيل
هيلين أوكونيل (بالإنجليزية: Helen O'Connell)‏ (و. 1920 – 1993 م) هي مغنية، وعازفة الجاز، وممثلة من الولايات المتحدة الأمريكية . ولدت في ليما، أوهايو .
توفيت في سان دييغو، كاليفورنيا .بسبب التهاب الكبد، سرطان الكبد .

## روابط خارجية
- هيلين أوكونيل على موقع IMDb (الإنجليزية)
- هيلين أوكونيل على موقع روتن توميتوز (الإنجليزية)
- هيلين أوكونيل على موقع ميوزك برينز (الإنجليزية)
- هيلين أوكونيل على موقع إن إن دي بي (الإنجليزية)
- هيلين أوكونيل على موقع أول ميوزيك (الإنجليزية)
- هيلين أوكونيل على موقع ديسكوغز (الإنجليزية)
- هيلين أوكونيل على موقع قاعدة بيانات الفيلم (الإنجليزية)